# Mixed-ish
Mixed-ish (stylisé mixed•ish) est une série télévisée américaine en 36 épisodes de 22 minutes créée par Kenya Barris et Peter Saji, diffusée entre le 24 septembre 2019 et le 18 mai 2021 sur le réseau ABC et en simultané sur Citytv au Canada.
La série est un préquel de Black-ish et la deuxième série à être dérivée de la série principale. Cette série reste inédite dans tous les pays francophones. Le générique de la série In the Mix, est interprété par Mariah Carey et est sorti en single digital, ce qui est rare pour un générique de série à notre époque. La chanson est un succès, en atteignant la 9e place du US R&B Digital Song Sales[Quand ?].
Elle est diffusée sur le service Disney+, via la chaîne virtuelle Star, à partir du 23 février 2021 au Canada, à partir du 14 juillet 2021 en Belgique, à partir du 15 septembre 2021 en Suisse et à partir du 8 décembre 2021 en France.

## Synopsis
La série raconte les premières années de Rainbow Johnson, qui raconte son expérience de grandir dans une famille métisse dans les années 1980 et les dilemmes auxquels ils étaient confrontées concernant le fait de s’assimiler ou de rester fidèle à elles-mêmes lorsque ses parents quittaient une commune hippie (perquisitionné en 1985) en banlieue.

## Distribution

### Acteurs principaux
- Arica Himmel (VFB : Alayin Dubois) : Rainbow « Bow » Johnson, née Johnson
  - Tracee Ellis Ross (VFB : Marcha Van Boven) : Rainbow Johnson (adulte, narration)
- Tika Sumpter (VFB : Séverine Cayron) : Alicia Johnson
- Anders Holm : Paul Johnson (pilote)
- Mark-Paul Gosselaar (VFB : Marc Weiss) : Paul Johnson (série)
- Gary Cole (VFB : Olivier Cuvellier) : Harrison Johnson III
- Christina Anthony (VFB : Nathalie Hons) : Denise, sœur d'Alicia, dite « Tante Didi »
- Mykal-Michelle Harris (VFB : Vera Vedernikova) : Santamonica Johnson
  - Rashida Jones : la future Santamonica Johnson
- Ethan William Childress (VFB : Jean Duprez) : Johan Johnson
  - Daveed Diggs  : le futur Johan Johnson

### Acteurs récurrents
- Paulet Del Castillo  : Micaela
- Caitlin Kimball (VFB : Audrey d'Hulstère) : Mme Collins
- Trinitee Stokes (en)  : Tamika
- Isabel Myers  : Rebecca
- Luca Luhan  : Bryce

### Invités
- Anthony Anderson (VFB : Sébastien Hébrant) : Andre « Dre » Johnson
- Marcus Scribner (VFB : Esteban Oertli) : Andre « Junior » Johnson
- Miles Brown (en) (VFB : Arsène Van Der Bruggen) : Jack Johnson
- Marsai Martin (VFB : Noa Lecot) : Diane Johnson
- Blake Anderson  : Shaman Dave
- Dallas Young  : Rodney
- Leiloni Arrie Pharms  : Denise (jeune)
- Daria Johns  : Shanice

## Développement
Le 2 mai 2019, il a été annoncé que l'épisode Black-ish qui devait être diffusé le 7 mai 2019 et intitulé Becoming Bow, dans le but d'introduire une version plus jeune du personnage Bow vivant dans sa famille, serait mis à l'écart. L'épisode servira plutôt d'épisode pilote, la distribution de la série parente apparaissant dans une introduction au caméo rapide.
Tracee Ellis Ross, qui interprète Rainbow dans Black-ish, joue le rôle de productrice exécutive et de narratrice dans la série. Cette série est également la dernière que Kenya Barris a aidé à créer avant de signer son contrat avec Netflix en août 2018, après avoir demandé la sortie de son contrat avec ABC Studios concernant des problèmes liés au traitement par le studio d'épisodes controversés de Black-ish et aux pilotes rejetés qu'il avait aidés mis ensemble,.
Un jour après cela, il a été annoncé que la série serait diffusée à l'automne 2019 et diffusée tous les mardis à 21 h.
Anders Holm devait à l’origine jouer le père de Bow, Paul Johnson, après avoir joué le rôle dans le premier épisode pilote de la série, mais il a quitté la série avant que celle-ci ne soit reprise par ABC,. Le 19 juin 2019, Mark-Paul Gosselaar a remplacé Holm dans le rôle de Paul Johnson. Les scènes de l'épisode Becoming Bow, devenu pilote, sont en tournage.
Le 14 mai 2019, ABC sort la bande-annonce officielle de la série.
Satisfaite des audiences, ABC commande le 28 octobre 2019 une saison complète de 22 épisodes.
Le 21 mai 2020, la série est renouvelée pour une deuxième saison. Début janvier 2021, une augmentation prononcée de cas de Covid-19 à Los Angeles cause l'arrêt de plusieurs séries tournée dans la ville.
Le 14 mai 2021, la série est annulée.

## Bande-originale
Le générique de la série In the Mix, est interprété par Mariah Carey et est même sortit en single digital, ce qui est rare pour un générique de série à notre époque. 
La chanson est un succès, en atteignant la 9e place du US R&B Digital Song Sales,.

## Épisodes
| Saisons | Saisons | Épisodes | États-Unis        | États-Unis    |
| Saisons | Saisons | Épisodes | Début de saison   | Fin de saison |
| ------- | ------- | -------- | ----------------- | ------------- |
|         | 1       | 23       | 24 septembre 2019 | 5 mai 2020    |
|         | 2       | 13       | 26 janvier 2021   | 18 mai 2021   |

### Première saison (2019-2020)
1. Dans la peau de Rainbow (Becoming Bow)
2. La Guerrière (The Warrior)
3. Je veux ce que cheveux (Let Your Hair Down)
4. L'amour est un champ de bataille (Love is a Battlefield)
5. Mon cavalier pour aller danser (All She Wants to Do is Dance)
6. Le Quota (Girls Just Want to Have Fun)
7. Le Country club (Puttin' on the Ritz)
8. Science inexacte (Weird Science)
9. Genres de clichés et clichés de genres (Papa Don't Preach)
10. Un solstice glacial (Do They Know It's Christmas?)
11. Je suis triste (When Doves Cry)
12. Les Stéréotypes (It's Tricky)
13. Mon père, ce héros (Pride (In the Name of Love))
14. Le Retour d'Eleanor (True Colors)
15. Premier rendez-vous (This Charming Man)
16. La Prime de la discorde (She Works Hard for the Money)
17. Dis bonjour comme un adieu (Say Hello, Wave Goodbye)
18. Les Parents, ça ne comprend rien (Parents Just Don't Understand)
19. Docteur! Docteur! (Doctor! Doctor!)
20. Mauvais garçons (Bad Boys)
21. Rien ne peut plus nous arrêter (Nothing's Gonna Stop Us Now)
22. Chaque bonne action (Every Little Step)
23. Tu as tout pour moi (You Got It All)

### Deuxième saison (2021)
Cette saison de treize épisodes est diffusée depuis le 26 janvier 2021.
1. Mon doux enfant (Sweet Child O' Mine)
2. Nouveau pétrin (Brand New Funk)
3. On My own (On My Own)
4. Livin' On A Prayer (Livin' on a Prayer)
5. Ma prérogative (My Prerogative)
6. Seules contre tous (Just the Two of Us)
7. L'amour a mauvaise réputation (You Give Love a Bad Name)
8. Une Maman pas commode (She's a Bad Mama Jama)
9. Fille matérialiste (Material Girl)
10. Touché, coulé (You Dropped a Bomb on Me)
11. Amour entaché (Tainted Love)
12. L'art des affaires (Walk This Way)
13. Éternellement jeunes (Forever Young)